# HAJIKE-YO!!
「HAJIKE-YO!!」（はじけよう!!）は、空野葵（CV.北原沙弥香）の3枚目のシングル。2012年2月8日にFRAMEから発売された。

## 概要
初回生産限定盤・通常盤の2種リリースであり、初回生産限定盤にはDVD・通常盤にはイナズマイレブンGOカードゲームプロモカードが1種付属している。また、初回生産限定盤のDVDの内容はミュージックビデオ・アニメのエンディング映像である。
表題曲「HAJIKE-YO!!」は、テレビアニメ『イナズマイレブンGO』のエンディングテーマであり、ニンテンドー3DS『イナズマイレブンGO シャイン』のエンディングテーマである。前作までとはタイトルのイメージが変わり、また、曲調も前作までとは変わって明るい感じになっている。北原は「歌っていて心からハジケられる曲なんですね。」と述べている。また、ミュージックビデオは「タイトルにぴったりの弾けたビデオ」であり、衣装も「ポップなイメージ」となっている。同ビデオの最後にはトランポリンでジャンプするシーンもある。
初回生産限定盤・通常盤に収録されているカップリング曲の「愛情・情熱・熱風」は、ニンテンドー3DS『イナズマイレブンGO ダーク』のエンディングテーマである。タイトルにあるように情熱的で熱い歌となっている。
初回生産限定盤のみに収録されているカップリング曲の「夢のかたまり」は、映画『劇場版イナズマイレブンGO 究極の絆 グリフォン』の挿入歌である。

## 収録曲
（全作詞：mildsalt・全編曲：菊谷知樹）

### 初回生産限定盤
1. HAJIKE-YO!!
作曲：菊谷知樹
  - テレビアニメ『イナズマイレブンGO』エンディングテーマ
  - ニンテンドー3DS『イナズマイレブンGO シャイン』エンディングテーマ
2. 愛情・情熱・熱風
作曲：山口朗彦
  - ニンテンドー3DS『イナズマイレブンGO ダーク』エンディングテーマ
3. 夢のかたまり
作曲：菊谷知樹
4. HAJIKE-YO!!（オリジナル・カラオケ）
5. 愛情・情熱・熱風（オリジナル・カラオケ）

### 通常盤
1. HAJIKE-YO!!
2. 愛情・情熱・熱風
3. HAJIKE-YO!!（オリジナル・カラオケ）
4. 愛情・情熱・熱風（オリジナル・カラオケ）

## 発売記念イベント
シングル発売を記念し、各地で発売記念イベントが行われた。
| 公演日  | 都道府県 | 会場                 | 形態                                          | 備考  |
| ------- | -------- | -------------------- | --------------------------------------------- | ----- |
| 2月8日  | 東京都   | アニメイト新宿店     | 一日店長（店長業務・ サイン＆チョコお渡し会） | [ 5 ] |
| 2月10日 | 東京都   | タワーレコード新宿店 | ミニライブ・握手会                            | [ 6 ] |
| 2月11日 | 埼玉県   | 大宮ステラタウン     | イベント・握手会                              | [ 7 ] |
| 2月12日 | 神奈川県 | たまプラーザテラス   | イベント・握手会                              | [ 7 ] |